# Андреевка (Каменский район)
Андреевка — село Каменского района Пензенской области России, входит в состав Головинщинского сельсовета.

## География
Село расположено на берегу реки Учелка в месте впадения её в реку Шуварда в 10 км на северо-восток от административного центра сельсовета села Головинщино и в 24 км на север от райцентра города Каменки.

## История
Основал граф Андрей Матвеев. В 1710 г. – 25 дворов. С 1780 г. в составе Нижнеломовского уезда Пензенской губернии. В 1785 г. в селе показан помещик Петр Андреевич Шепелев (585 ревизских душ). В 1810 г. построена каменная Троицкая церковь. С 1860-х гг. – волостной центр Нижнеломовского уезда 2-го стана (отсюда дореволюционное название Вторая Андреевка), действовали суконная фабрика (в центральной части села) и конный завод (на юго-восточной окраине). Перед отменой крепостного права с. Андреевка с деревнями Дмитриевкой и Ивановкой Нижнеломовского уезда показаны за малолетними детьми Андрея Ник. Арапова, у них в этих населенных пунктах 653 ревизских души крестьян, 577 ревизских душ дворовых, 395 тягол (барщина), 140 крестьянских дворов, у крестьян 456 дес. усадебной земли (с огородами, конопляниками, гуменниками и выгоном), 3120 дес. пашни, 590 дес. сенокоса, у помещиков 5751 дес. удобной земли, в том числе леса и кустарника 2854 дес. В примечании к статистике говорится, что в село Андреевку и д. Дмитриевку переведены для удобства крестьяне: из с. Лашмы – 10, д. Червленой – 1 и села Дурасовки – 8, которые помещаются в 4 дворах, и из с. Вирга – 41 душа, 6 дворов и 11 тягол. В 1843 г. был основан конный завод помещиком Андреем Николаевичем Араповым для выращивания лошадей рысистой и верховой пород; в 1860 г. у него здесь 3 племенных жеребца, 32 матки и 110 прочих породистых лошадей. В 1877 г. – центр Второй Андреевской волости, 328 дворов, 2 церкви (старая и новая во имя Рождества Христова, построенная в 1867 г.), земская и церковноприходская школы, 2 поташных заведения. В 1896 г. работала земская школа, в селе показано 700 сектантов-молокан. В 1911 г. – село 1-я Андреевка, Архангельское тож, центр Андреевской волости Нижнеломовского уезда, одна община, 261 двор, церковь, земская школа, народная библиотека, имение Бибикова, совместно с Андреевкой 2-й – водяная мельница, 3 шерсточесалки, 5 кузниц, 2 кирпичных сарая, 2 поташных заведения, 5 лавок; во 2-й Андреевке – соседнем селе, расположенном в полуверсте, одна община, 70 дворов.
Перед Великой Октябрьской революцией и в 1920-е гг. в селе действовал Шувардинский спиртозавод и конезавод помещика Бибикова. С 1928 года село являлось центром Андреевского сельсовета Каменского района Пензенского округа Средне-Волжской области. С 1935 года село в составе Головинщинского района Куйбышевского края (с 1939 года — в составе Пензенской области). 
С 1956 года – центр сельсовета в составе Каменского района, центральная усадьба колхоза «Путь к коммунизму». 17.9.1975 г. в состав села включена д. Лоски (северная окраина Андреевки). В 1980-е гг. – центральная усадьба совхоза «Андреевский». 22.12.2010 г. Андреевский сельсовет упразднен, село вошло в состав Головинщинского сельсовета. 
До 2013 года в селе действовала основная общеобразовательная школа.

## Население
| 1785  | 1864  | 1877  | 1897  | 1911  | 1926  | 1930  |
| ----- | ----- | ----- | ----- | ----- | ----- | ----- |
| 1160  | ↗1712 | ↗1820 | ↘1697 | ↗1836 | ↘1771 | ↘1703 |
| 1939  | 1959  | 1979  | 1989  | 1996  | 2002  | 2010  |
| ↘1515 | ↘1012 | ↘738  | ↘583  | ↘540  | ↘462  | ↘389  |

## Известные люди
Андреевка — родина Петра Андреевича Аршинова (1887–1937), члена РСДРП с 1904 г., с 1906 ― анархиста-коммуниста, идейного учителя и близкого друга Нестора Махно, участника Гражданской войны на Украине. С 1874 г. в имении Бибиковых жила Елизавета Николаевна Бибикова (1873-1953), мемуаристка, внучка Н. Н. Гончаровой-Ланской (бывшей жены А. С. Пушкина). Также здесь в 1941 году родился известный советский и российский режиссёр Юрий Норштейн.